# Omni San Diego Hotel
L’Omni San Diego Hotel est un gratte-ciel, comprenant un hôtel et des logements, de 114 mètres de hauteur construit à San Diego en Californie aux États-Unis de 2000 à 2004 (le chantier a été à l'arrêt pendant plusieurs mois).
L'immeuble abrite un hôtel de 512 chambres de la chaine d'hôtels Omni. Sur les 11 étages supérieurs se trouvent 36 appartements de luxe (penthouses).
L'architecte est l'agence Hornberger & Worstell Inc.